# Emmanuelle Hermouet
Emmanuelle Hermouet (Poitiers, 2 aprile 1979) è un'ex cestista francese.

## Carriera
Con la Francia ha disputato i Campionati mondiali del 2006 e due edizioni dei Campionati europei (2005, 2009).